# După Deal (gmina Lupșa)
După Deal – wieś w Rumunii, w okręgu Alba, w gminie Lupșa. W 2011 roku liczyła 22 mieszkańców.